# Fjärilsfinkar
Fjärilsfinkar (Uraeginthus) är ett släkte astrilder inom ordningen tättingar som omfattar tre arter i Afrika söder om Sahara:
- Blå fjärilsfink (U. angolensis)
- Rödkindad fjärilsfink (U. bengalus)
- Blåhuvad fjärilsfink (U. cyanocephalus)

Tidigare fördes även de närbesläktade fuchsiaastrild och violastrild till släktet, men de placeras numera oftast i det egna släktet Granatina.